# Alisha Morrison
Alisha Morrison (23 de abril de 1986) é uma atriz canadense conhecida por seus papéis em Harriet the Spy e Mean Girls.

## Vida pessoal
Morrison nasceu em Toronto, Ontário, Canadá. Ela começou a atuar no cinema aos sete anos e continuou a atuar até a idade adulta. Morrison já atuou em palco, televisão e cinema. Ela apareceu no revival de Toronto de Show Boat em 1993 como uma das crianças.
Em 2008, Morrison foi convidada do Festival Internacional de Cinema de Toronto, destacando seu trabalho em Mean Girls e Soul Food.
Morrison frequentou a Cardinal Carter Academy for the Arts, em Toronto, onde se formou em teatro. Ela ganhou o prêmio de drama ao se formar. Ela apareceu em muitas peças na escola, incluindo "A Midsummer Night's Dream" como protagonista, " Annie " como protagonista e "The Music Man" como conjunto.
Morrison é representado pelo Premier Artists' Mgmt. Inc.

## Filmografia
| Ano       | Título                                  | Função                     | Notas                                        |
| --------- | --------------------------------------- | -------------------------- | -------------------------------------------- |
| 1995      | First Degree                            | Annie Rodie                |                                              |
| 1996      | Harriet the Spy                         | Laura Peters               |                                              |
| 1996      | L5: First City in Space                 | Amigo de chieko            |                                              |
| 1999      | Are You Afraid of the Dark?             | Isabel                     | Episódio: "The Tale of the Virtual Pets"     |
| 2000      | The Courage to Love                     | Simone                     | Filme de tv                                  |
| 2000      | Alley Cats Strike                       | Gina                       | Filme de tv                                  |
| 2000      | Livin' for Love: The Natalie Cole Story | Cookie Cole (idades 13-16) | Filme de tv                                  |
| 2000-2001 | Soul Food                               | Jovem teri                 | 2 episódios                                  |
| 2000-2001 | Corduroy                                | Lisa                       | Papel de voz; creditado como Alesha Morrison |
| 2004      | Meninas Malvadas                        | Lea Edwards                |                                              |
| 2005      | Instant Star                            |                            | Episódio: "I Wanna Be Your Boyfriend"        |
| 2009      | Da Kink in My Hair                      | Lisa                       | Episódio: "Honesty the Best Policy?"         |
| 2011      | The Listener                            | Noiva                      | Episódio: "Jericho"                          |